# Copelatus mvoungensis
Copelatus mvoungensis är en skalbaggsart som beskrevs av Bilardo och Rocchi 2004. Copelatus mvoungensis ingår i släktet Copelatus och familjen dykare. Inga underarter finns listade i Catalogue of Life.